# Matteo Ricci

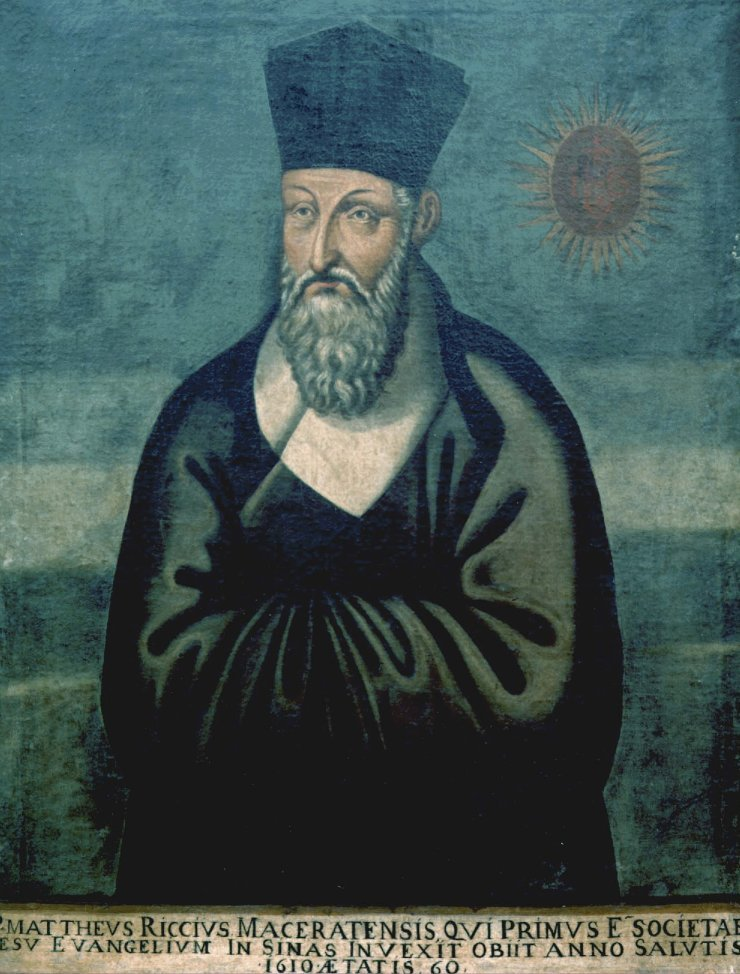
Matteo Ricci

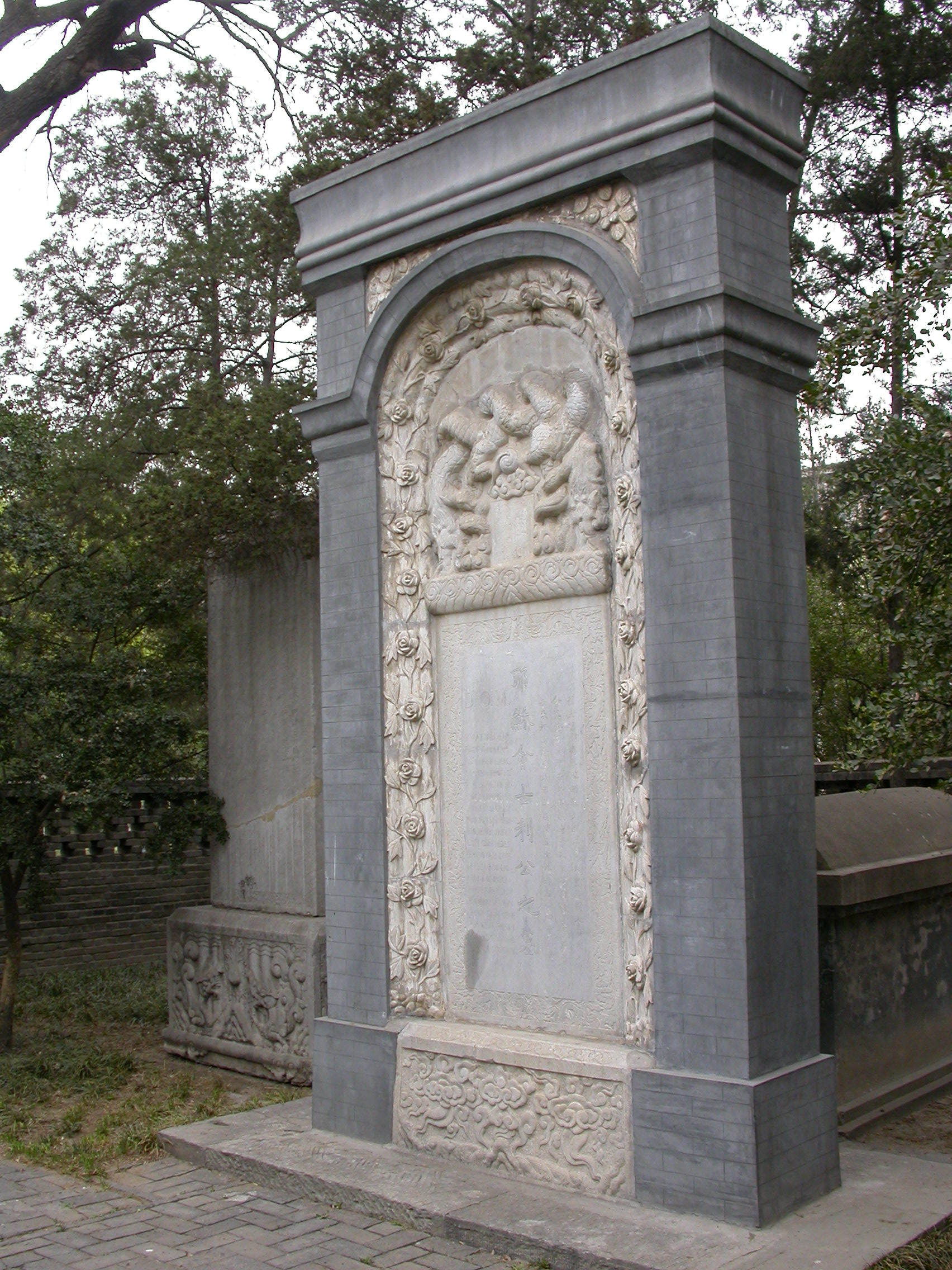
Riccis grav i Zhalan i Peking.

Matteo Ricci, född 6 oktober 1552 i Macerata i dåvarande Kyrkostaten, död 11 maj 1610 i Peking, Kina, var en italiensk jesuit, missionär och sinolog. Mest känd som en av grundläggarna av den kristna missionen i Kina.

## Biografi
Ricci inträdde 1571 i jesuitorden och begav sig 1577 jämte flera andra italienska ädlingar till Indien och verkade där i missionens tjänst under fyra år. 1582 kallades han att fullfölja de av Frans Xavier först upptagna försöken att öppna Kina för kristendomen. Med stor skicklighet förstod han att genom gåvor och sina matematiska och astronomiska insikter stämma de högre ämbetsmännen till sin fördel och vann med deras hjälp t.o.m. Wanli-kejsaren av Mingdynastin, som 1601 kallade honom och hans följeslagare till Peking.
I Peking nådde Ricci en hög statsämbetsmans ställning och anseende och vann åtminstone till namnet ett stort antal för kristendomen. Utgående från tanken att en missionär har att anpassa sig efter givna förhållanden drev Ricci ackommodationsprincipen till betänklig karikatyr. Så lät han dyrkan av förfädernas andar och av Konfucius bestå, hållande före, att sådan dyrkan hade blott sekulär betydelse. Genom krucifix, Mariabilder, böneformler sökte han göra kristendomen så tillgänglig som möjligt för kineserna.
Den jesuitiska missionen hade en lång tid lysande yttre resultat, särskilt så länge den kejserliga ynnesten räckte. Men denna tog en gång slut. Den jesuitiska ackommodationsprincipen blev även omsider av påven Clemens XI ogillad, 1704. En stark tillbakagång i missionsresultaten blev följden. Många av hans skrifter på kinesiska har än idag stort anseende.